# مجموعة أمريكا اللاتينية والكاريبي

Official logo of the GRULAC

مجموعة أمريكا اللاتينية والكاريبي' (بالإنجليزية: GRULAC)‏ هي مجموعة إقليمية متحدة تابعة للأمم المتحدة تضم جميع الدول المستقلة في أمريكا اللاتينية ومنطقة الكاريبي حيث إنها تمثل 17% من أعضاء الأمم المتحدة. يمتد إقليم أمريكا اللاتينية والكاريبي من جزر البهاما الي شيلي والأرجنتين، يصل عدد سكانها في عام 2016 الي 670.230.000 نسمة، ومساحة الإقليم 21.951.000 كم مربع أي ما يساوي 8.475.000 ميل مربع.

## قائمة الدول

### منطقة الكاريبي
```
أنغيلا - أنتيغوا وبربودا – أروبا – الباهاما - بربادوس- بونير، سينت - أوستاتيوس وسابا - جزر فيرجن البريطانية - جزر كايمان – 
كوبا
 - كوراساو دومينيكا - جمهورية الدومنيكان – غرينادا – جوادلوب – هايتي - جامايكا - مارتينيك - مونتسيرات -نافاسا، أرض يحيط بها الماء – بورتوريكو - سانت بارتيليمي - 
سانت كيتس
 ونيفيس - القديسة لوسيا - سانت مارتن (الجزء الفرنسي) - سانت فنسنت وجزر غرينادين - سانت مارتن (الجزء الهولندي) -ترينداد وتوباغو - جزر تركس وكايكوس - جزر فيرجن الأمريكية.
```

### أمريكا الوسطى
```
بليز - كوستا ريكا - 
جزيرة كليبرتون
 – السلفادور – غواتيمالا - 
هندوراس
 - المكسيك – نيكاراغوا – بناما.
```

### أمريكا الجنوبية
```
الأرجنتين - بوليفيا - جزيرة بوفيت – البرازيل – تشيلي – كولومبيا – الإكوادور - جزر فوكلاند (مالفيناس) - غيانا الفرنسية – غيانا - باراغواي - بيرو - جورجيا الجنوبية وجزر ساندويتش الجنوبية – سورينام-أوروغواي - فنزويلا.
```

### وشملت إلى حد ما
```
برمودا - جزيرة الفصح (جزء شيلي) - الولايات المتحدة الأمريكية.
```

تعتبر مجموعة أمريكا اللاتينية والكاريبي واحدة من خمسة مجاميع إقليمية تابعة للأمم المتحدة والاربعة الأخرين يتمثلوا في التالي:
المجموعة الإفريقية، مجموعة اسيا والمحيط الهادي، مجموعه أوروبا الشرقية ومجموعة أوروبا الغربية والمجموعات الأخرى.
هي مجموعة حوارية غير ملزمة، حيث تهدف تلك المجوعة الإقليمية الي مناقشة المواضيع التي تتعلق بالمسائل الإقليمية والدولية وتهدف الي التواصل والتوافق والإجماع.
يُنتخب رئيس مجموعة أمريكا اللاتينية والكاريبي لولاية مدتها سنتان، ففي إبريل 2016 ترأس المجموعة رامون كوستوديو من هندوراس.

## الجلسات
تُعقد الجلسات المنتظمة لمجموعة أمريكا اللاتينية ومنطقة الكاريبي في جنيف وتهدف تللك الجلسات إلى:
1. تبادل القضايا والموضوعات ذات الاهتمام المشترك.
2. مناقشة الموضوعات الراهنة فيما يتعلق بالشؤون الدولية والمنظمات الدولية.
3. بناء توافق في الأراء والمواقف المشتركة.
4. مناقشة المرشحين الذين سوف يتم تقديمهم لمختلف الأوضاع الدولية.

كما أن أكثر المواضيع التي يتم مناقشتها بانتظام وبشكل عام بالمجموعة هي: حقوق الإنسان، البيئة، وايضاً عن منظمة العمل الدولية، الاتحاد الدولي للاتصالات السلكية واللاسلكية، الويبو والأونكتاد.
يعتبر اجتماع السفراء من أهم الاجتماعات بالرغم من انه اجتماع غير منتظم ولا يحدث الا للحاجة إليه، مثل مناقشة القرارات الضرورية واللازمة بالمنظمات والاجتماعات الأخرى.

## المكاتب
لدي مجموعة أمريكا اللاتينية والكاريبي عدة مكاتب:
- مكتبان في (روما) أحدهما يركز علي القضايا الثنائية والاخر علي القضايا المتعددة الأطراف وخصوصاً تلك القضايا المتعلقة بوكالات الامم التحدة في (روما).
- مكتب في (فيينا) والذي يتعامل مع عضوية المرشحين والمواضيع التي تهم المنظمات المحلية مثل: مكتب الأمم المتحدة في (فيينا)، والوكالة الدولية للطاقة الذرية، ومنظمة معاهدة الحظر الشامل للتجارب النووية، ومكتب الأمم المتحدة لشؤون الفضاء الخارجي،[6] واليونيدو. وتُجري أيضاً مجموعة أمريكا اللاتينية والكاريبي مناقشات محلية أُخرى مثل مجموعة الجي 77 والصين وحركة عدم الانحياز.
- مكتب أخر بمدينة نيويورك حيث يتعامل مع قضايا الترشح ومواضيع عامة اخري.[3]

## قائمة الدول الاعضاء
تضم مجموعه أمريكا اللاتينية والكاريبي 33 دولة، وهم كالتالي:
- أنتيغوا وباربودا
- الأرجنتين
- جزر البهاما
- باربادوس
- بليز
- بوليفيا
- البرازيل
- تشيلي
- كولومبيا
- كوستاريكا
- كوبا
- دومينيكا
- جمهورية الدومينيكان
- الإكوادور
- السلفادور
- غرينادا
- غواتيمالا
- غيانا
- هايتي
- هندوراس
- جامايكا
- المكسيك
- نيكاراغوا
- الأوروغواي
- بنما
- باراغواي
- بيرو
- سانت لوسيا
- سانت فينسنت والغرينادين
- سانت كيتس ونيفيس
- سورينام
- ترينيداد وتوباغو
- فنزويلا